# Volley Näfels
Le Seat Volley Näfels est un club suisse de volley-ball fondé en 1960 et basé à Näfels. Il évolue au plus haut niveau national (Ligue Nationale A, LNA).

## Historique
- 1960 : le club est fondé sous le nom de MTV Näfels
- 1998 : le club prend le nom de Concordia MTV Näfels
- 2005 : le club prend le nom de Seat Volley Näfels

## Palmarès
- Championnat de Suisse (9)
  - Vainqueur : 1998, 1999, 2000, 2001, 2003, 2004, 2005, 2007, 2011
  - Finaliste : 1994, 1995, 1996, 1997, 2002
- Coupe de Suisse (7)
  - Vainqueur : 1996, 1998, 2000, 2001, 2004, 2005, 2007
  - Finaliste : 1981, 1993, 1995, 2002, 2012
- Supercoupe de Suisse (8)
  - Vainqueur : 1996, 1997, 1999, 2000, 2003, 2004, 2005, 2007

## Effectif de la saison en cours
Entraîneur : Dalibor Polak  République tchèque
| Numéro | Nom                 | Taille | Nationalité |
| 1      | Vinicius DOS SANTOS | 1,96   | Brésil      |
| 2      | Marco GYGLI         | 1,83   | Suisse      |
| 4      | Fabian BRANDER      | 1,97   | Suisse      |
| 5      | Andy SUTTER         | 1,88   | Suisse      |
| 6      | Roman SUTTER        | 1,98   | Suisse      |
| 7      | Christoph SUTER     | 2,02   | Suisse      |
| 8      | Ivan BEDRAĆ         | 1,86   | Suisse      |
| 10     | Joelson BARBOSA     | 1,97   | Brésil      |
| 12     | Samuel BÜSCHI       | 2,05   | Suisse      |
| 13     | André DA OLIVEIRA   | 1,98   | Brésil      |
| 15     | Daniel WERNER       | 1,82   | Suisse      |

## Joueurs majeurs
- Victor Rivera
- Gustavo Meyer
- Dalibor Polak